# ジェーン・グリムショウ
ジェーン・グリムショウ（Jane Grimshaw）はイギリス出身のアメリカの言語学者。1977年に、マサチューセッツ大学より博士号を取得後、ブランダイス大学で教鞭をとったのち、1992年よりラトガーズ大学言語学部教授。
項構造の研究や語彙構造の研究で有名。また、最適性理論が提唱されてから早い段階で、最適性理論を統語論にも適応することを提唱している。

## 主な著作
- Grimshaw, Jane (2005) Words and Structure. CSLI.
- Grimshaw, Jane (1990) Argument Structure. MIT Press.
- Grimshaw, Jane (1985) English Wh Constructions and the Theory of Grammar. Garland.